# Joe Rodan
Pour les articles homonymes, voir Rodan (homonymie).
Cet article possède un paronyme, voir Joe Rogan.
Joseph « Joe » Rodan, senior, né le 15 février 1951 à Suva, est un athlète et dirigeant sportif fidjien.
Il participe à deux Jeux olympiques, ceux de 1984 et ceux de 1988 ainsi qu'à deux Jeux du Commonwealth, ceux de Brisbane en 1982 et ceux d'Édimbourg en 1986. Il préside Athletics Fiji en 2014. Il est nommé en 1983, Sportif fidjien de l'année. De 1975 à 1991, il représente Fidji à de nombreuses compétitions régionales, notamment les Jeux du Pacifique Sud, en remportant 19 médailles d'or.